# Асоціація нобелівських студій

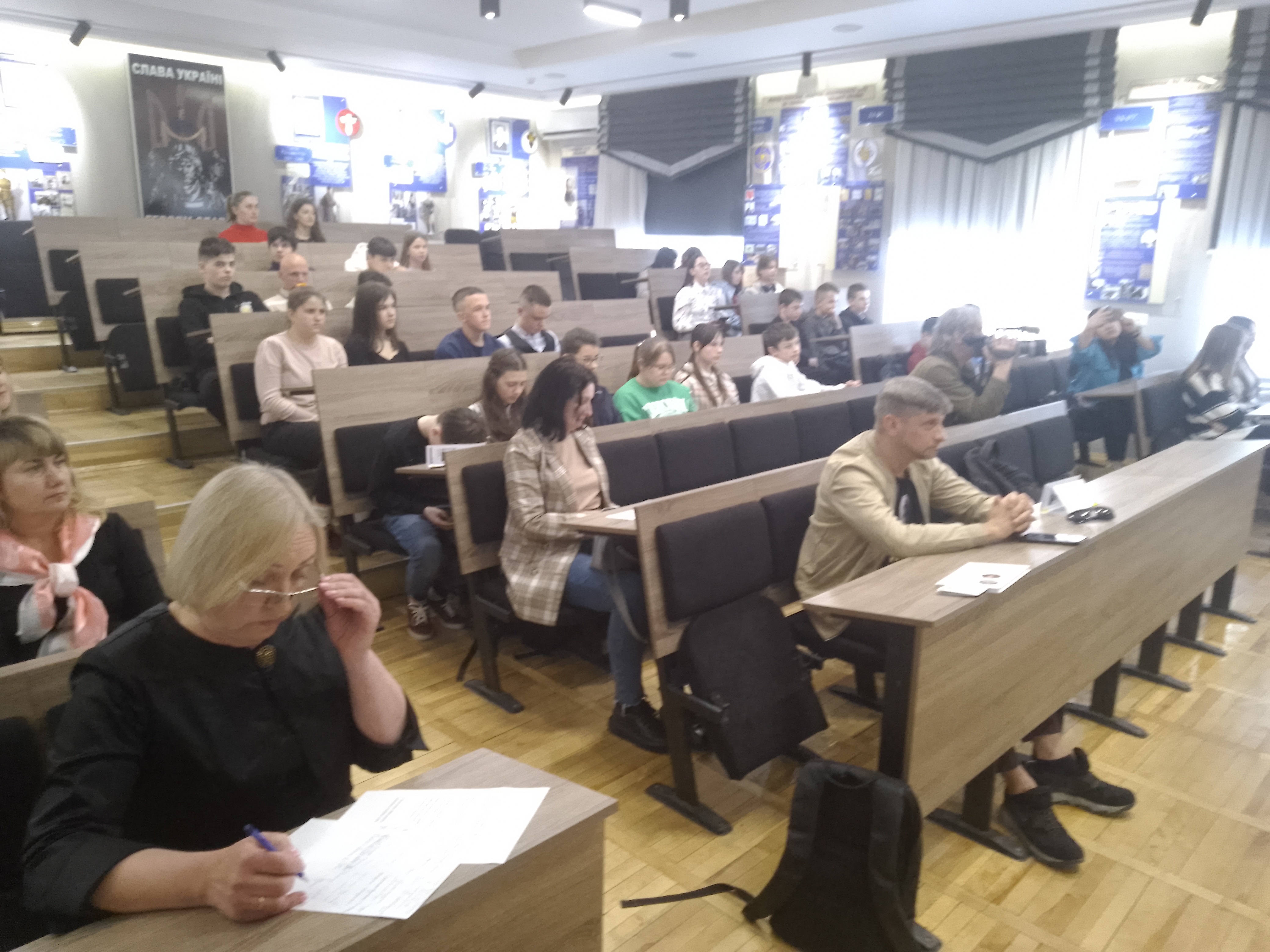
ХІІІ Нобелівські читання в гімназії "Гармонія"

Асоціація нобелівських студій — громадська організація. Заснована 2002 у м. Тернопіль для популяризації нобелівського руху, досліджень творчості лауреатів Нобелівської премії, євроінтеграції.
Організатор традиційних щорічних Тернопільських нобелівських читань.
З 2002 видає «Вісник Асоціації Нобелівських студій».
Найактивніші діячі — Зиновій Бабій, Петро Бубній, Михайло Довбенко, Юрій Ковальков, Олег Клочак, Василь Ніконенко, Олександр. Полисаєв, Валерій Рудик, Віктор Уніят, Володимир Ханас, Сергій Юрій та ін.